# Dramatúrgia
La dramatúrgia a les arts escèniques és la teoria general de les ciències de l'espectacle i alhora la creació d'un espectacle dramàtic. La dramatúrgia compon, estructura, organitza i estudia els mecanismes de comunicació entre l'escenari (els intèrprets, l'escenografia i la posada en escena en general) i el públic en un espectacle; inscrits en una cultura i temporalitat històrica determinades. En altres paraules, és l'estudi de la producció del sentit i manipulació dels signes teatrals d'una obra de teatre, d'un autor, d'un director, d'un grup de teatre, un gènere, una època, etc.
La dramatúrgia d'un espectacle inclou dues fases, una d'anàlisi i una altra de creació. Els crítics de teatre només activen la primera mentre que els creadors -intèrprets, tècnics, directors, escriptors i traductors- n'activen les dues.
Un dramaturg o autor teatral és un autor d'obres de teatre. L'autoria d'una obra teatral pot ser individual o col·lectiva, d'autors coneguts o anònima. La representació teatral és un art d'actuació i no d'escriptura, el text teatral pot perdurar en el temps però el teatre és efímer i instantani.

## Història de la literatura

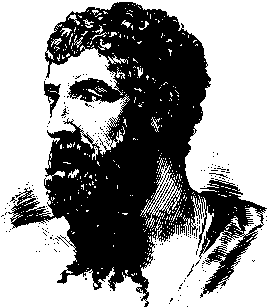
Aristòfanes.

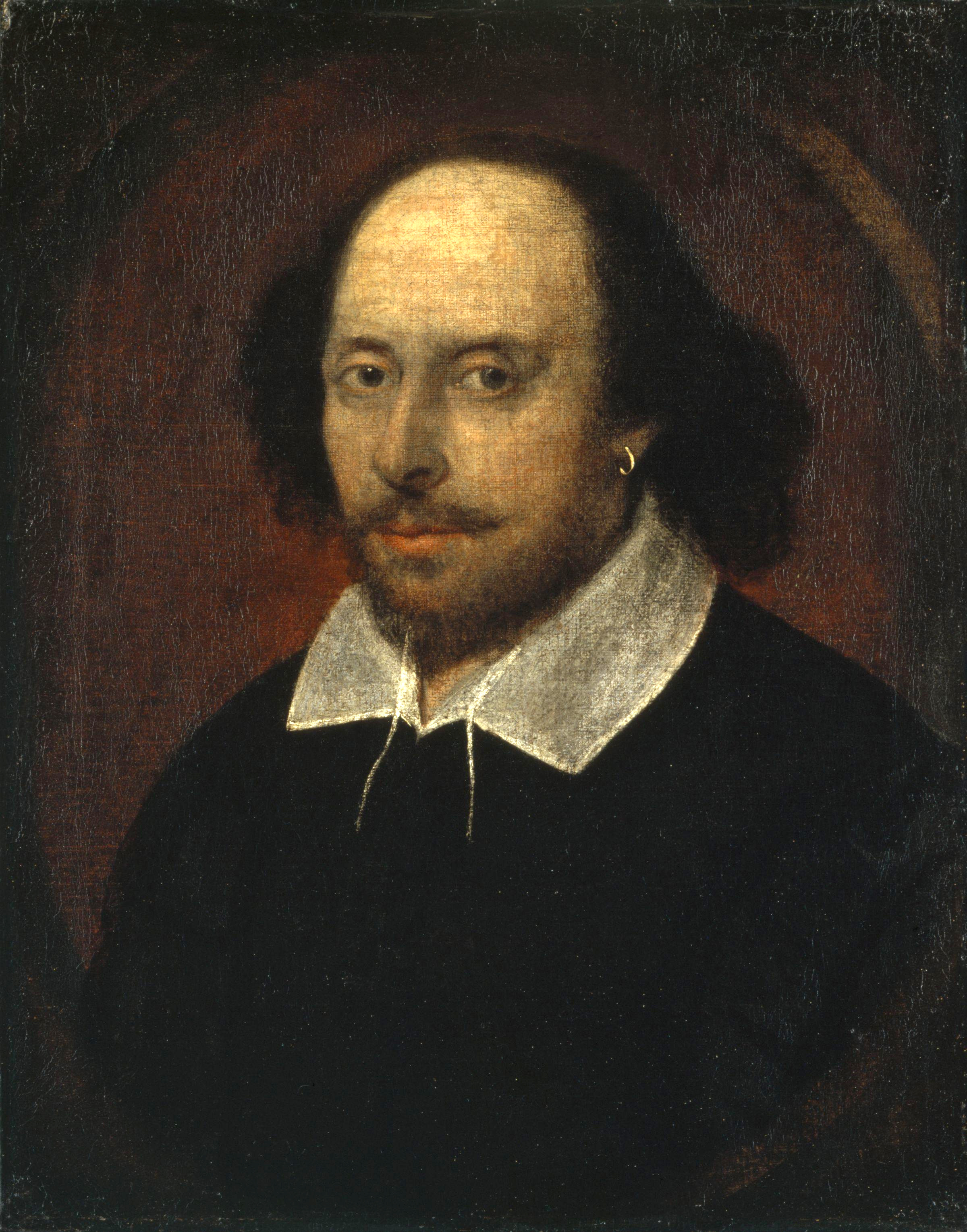
Shakespeare.

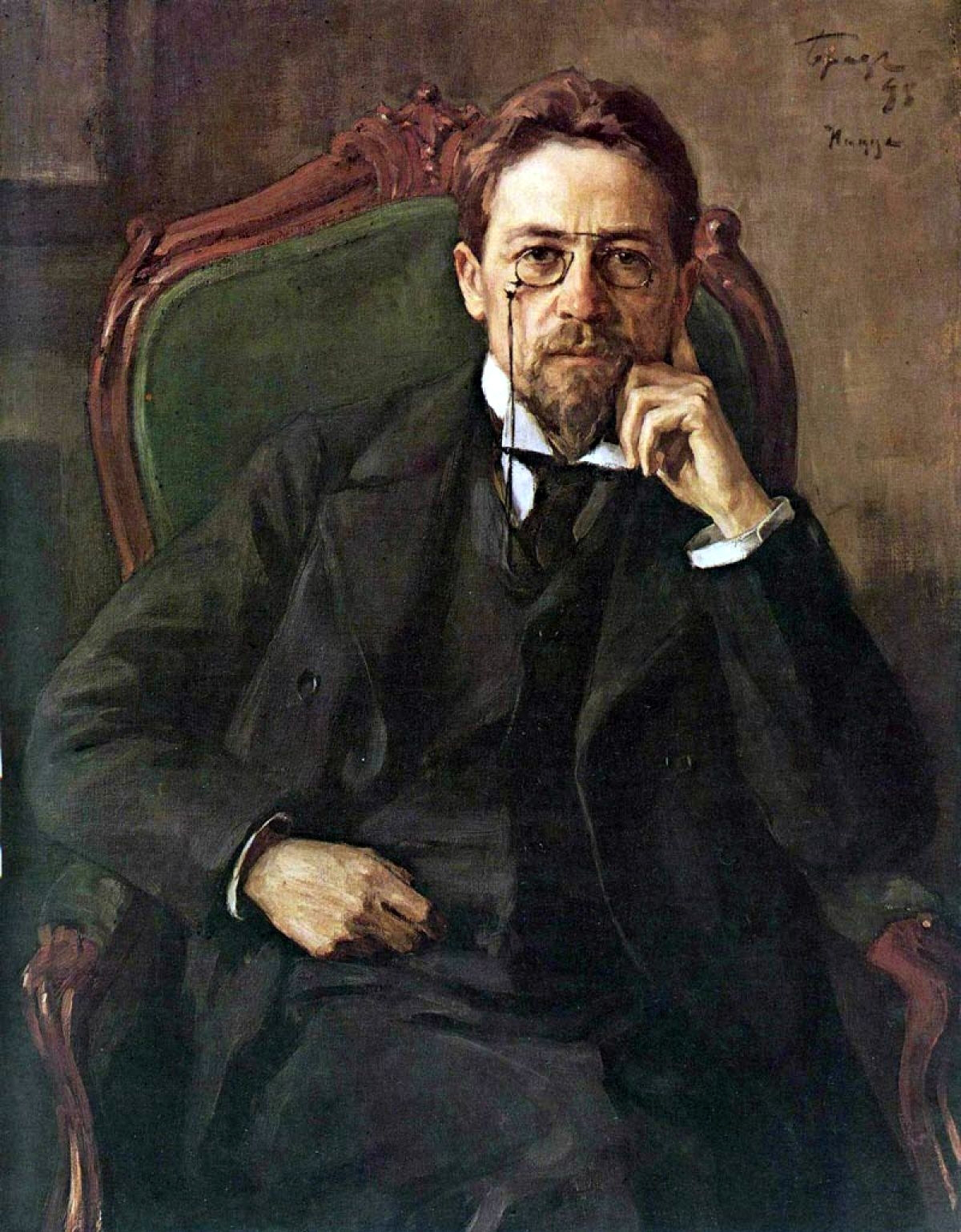
Anton Txékhov.

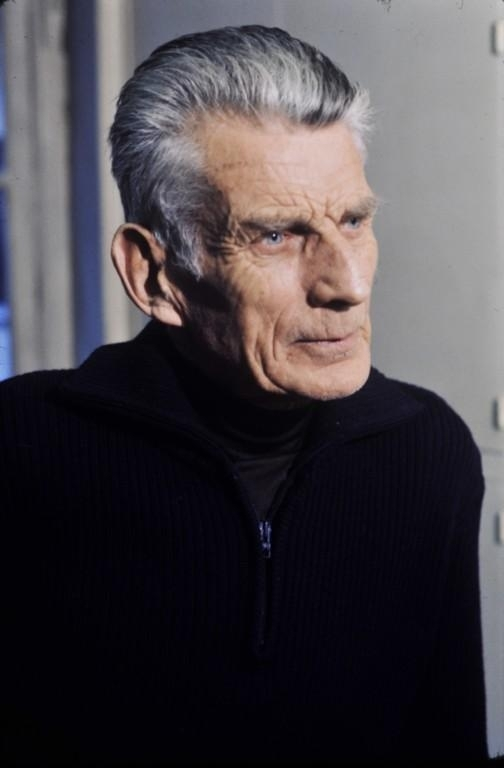
Samuel Beckett.

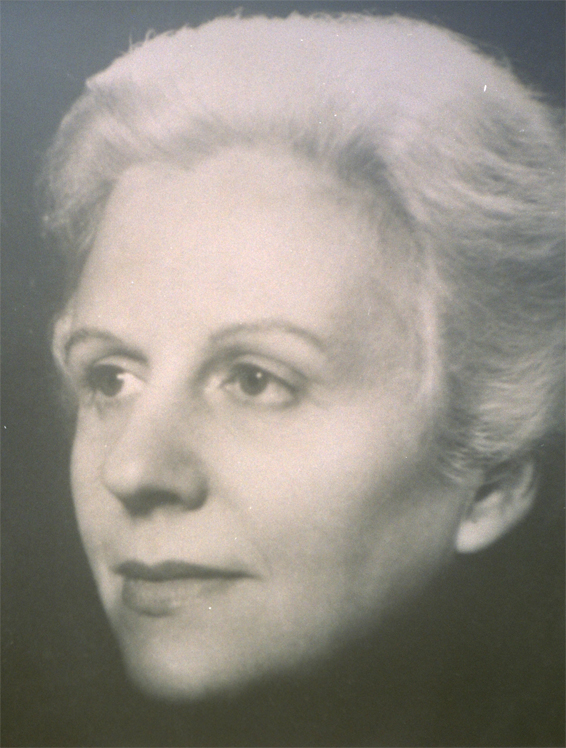
Mercè Rodoreda.

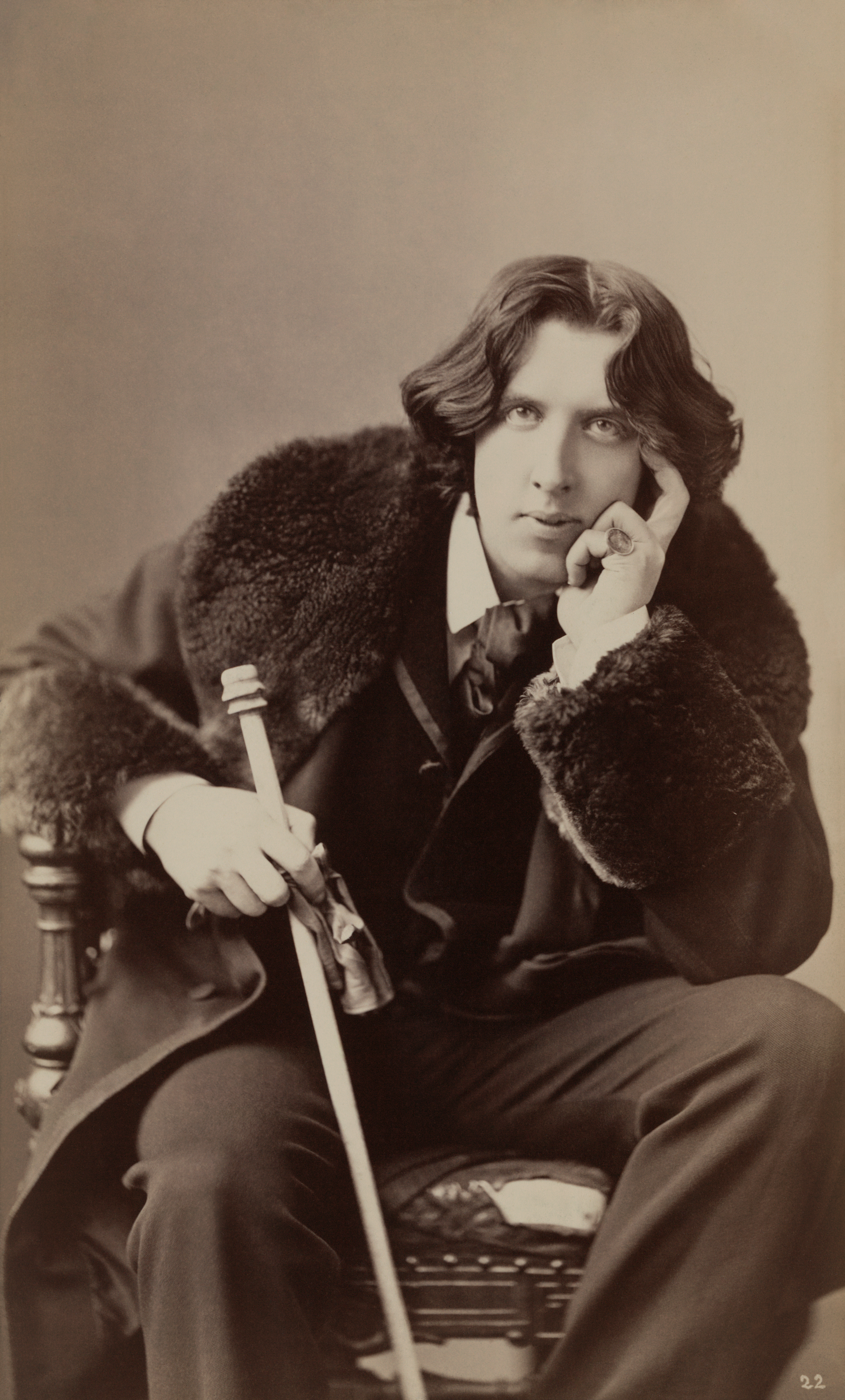
Oscar Wilde.

Els primers escriptors de textos dramàtics de què es té constància a la literatura occidental són els grecs, com ara Èsquil (L'Orestíada, Els set contra Tebes), Sòfocles (Antígona, Èdip Rei), Eurípides (Electra, Medea, Ifigènia a Aulis) i Aristòfanes (Plutus, Lisístrata, Les granotes, Els cavallers, Els núvols, Els ocells, La Pau).

### Innovacions i canvis en la dramatúrgia
Amb Sòfocles, es van introduir nombroses aportacions en la tècnica dramàtica. Les dues importants aportacions van ésser la introducció d'un tercer actor a l'escena, que permetia complicar notablement la trama i realçava el contrast entre els diferents personatges, i la ruptura de la moda de les trilogies, ja anteriorment imposada per Èsquil, que converteix cada obra en una unitat dramàtica i psicològica independent,i no en una part d'un mite o tema central.

### Evolució de la dramatúrgia contemporània
Durant el segle xvii van destacar:
- Calderón de la Barca (La vida es sueño, El alcalde de Zalamea, La dama duende)
- Francesc Fontanella (Tragicomèdia d'Amor, Firmesa i Porfia, Lo desengany)
- Ben Jonson (Volpone, L'alquimista, La dama magnètica)
- Lope de Vega (Fuenteovejuna, El perro del hortelano, El caballero de Olmedo, La dama boba)
- Christopher Marlowe (Dido, Queen of Carthage, The Jew of Malta, The Tragical History of Doctor Faustus, The Massacre at Paris)
- Molière (El malalt imaginari, Don Joan o el festí de pedra, Le bourgeois gentilhomme, El misantrop, El metge per força, L'avar)
- Tirso de Molina (El burlador de Sevilla y convidado de piedra, Don Gil de las calzas verdes, Los Amantes de Teruel)
- William Shakespeare (Hamlet, Romeu i Julieta, La feréstega domada, El somni d'una nit d'estiu, La tempesta, Juli Cèsar, El Rei Lear, Otel·lo)

Durant el segle xviii van destacar:
- Goethe (Faust, Ifigènia a Tàurida)
- Carlo Goldoni (L'hostalera, L'estiueig, El criat de dos amos)
- Joan Ramis (Lucrècia, Arminda, Rosaura)

Durant el segle xix van destacar:
- Gabriele d'Annunzio (Francesca da Rimini, La figlia di Jorio)
- Àngel Guimerà (Terra baixa, Mar i cel, Maria Rosa, Gal·la Placídia, La filla del mar, L'ànima morta, La sala d'espera, La boja, Rei i monjo, Judith de Welp)
- Ignasi Iglésias (La mare eterna, La llar apagada)
- Narcís Oller (Teatre d'aficionats, Renyines d'enamorats)
- Luigi Pirandello (Così è (se vi pare), Sei personaggi in cerca d'autore)
- Santiago Rusiñol (L'auca del senyor Esteve, L'alegria que passa)
- Serafí Pitarra (El vicari d'Olot, O rei o res)
- Frederic Pujulà i Vallès (El geni, El boig, Dintre la gàbia, La veu del poble, El poble de la veu)
- Anton Txékhov (La gavina, L'oncle Vània, Les tres germanes, L'hort dels cirerers)
- Emili Vilanova (Colometa la gitana, Qui... compra maduixes!)
- José Zorrilla (Don Juan Tenorio)

Durant el segle xx van destacar:
- Samuel Beckett (Tot esperant Godot, Happy Days, Eleutheria)
- Sergi Belbel (Minim-mal show, Elsa Schneider, Tàlem, Carícies, Després de la pluja, Morir, Homes, El temps de Plank, Forasters, A la Toscana)
- Josep Maria Benet i Jornet (Supertot, La desaparició de Wendy, Revolta de bruixes, E.R., L'habitació del nen)
- Bertolt Brecht (L'òpera dels tres rals, La Mare Coratge i els seus fills)
- Antonio Buero Vallejo (Historia de una escalera, El tragaluz, El sueño de la razón)
- Alejandro Casona (La dama del alba, La sirena varada, Nuestra Natacha)
- Lluïsa Cunillé (Barcelona, mapa d'ombres)
- Salvador Espriu (Antígona, Una altra Fedra, si us plau, La revolta dels sants)
- Carles Fages de Climent (El Bruel, La Dama d'Aragó)
- Dario Fo (Mort accidental d'un anarquista, Non si paga, non si paga!, L'anomalo Bicefalo)
- Feliu Formosa (L'encens i la carn, Cel·la 44, El miracle de la vaca cega)
- Jordi Galceran i Ferrer (El mètode Grönholm, Paraules encadenades)
- Federico García Lorca (La casa de Bernarda Alba, Yerma, Bodas de sangre)
- Adrià Gual (L'emigrant, Nocturn, Silenci, La pobra Berta)
- David Mamet (Sexual Perversity in Chicago, American Buffalo, Glengarry Glen Ross, Oleanna, Un matrimoni de Boston)
- Miguel Mihura (Tres sombreros de copa, Maribel y la extraña familia, Ninette y un señor de Murcia, El caso de la mujer asesinadita)
- Arthur Miller (Mort d'un viatjant, Tots eren fills meus, Del pont estant)
- Iris Murdoch (The Black Prince, The Servants)
- Baltasar Porcel (Els condemnats, La simbomba fosca, Els dolços murmuris del mar)
- Yasmina Reza (Conversations après un enterrement, Art, L'Homme du hasard)
- Mercè Rodoreda (Un dia, El Parc de les Magnòlies, El torrent de les flors, La senyora Florentina i el seu amor Homer, El maniquí)
- Josep Maria de Sagarra (El Cafè de la Marina, L'hostal de la Glòria, La corona d'espines, La perla negra, Un estudiant de Vic)
- Ricard Salvat i Ferré (Nord enllà, Ronda de mort a Sinera)
- George Bernard Shaw (Pigmalió, L'home del destí, El deixeble del diable, La casa dels cors trencats)
- Rodolf Sirera (El brunzir de les abelles, El triomf de Tirant, El verí del teatre)
- Tom Stoppard (Rosencrantz and Guildenstern Are Dead, Arcadia)
- Valle-Inclán (Luces de bohemia, Divinas palabras, Martes de Carnaval)
- Llorenç Villalonga (Fedra, Faust, Aquil·les o l'impossible, Els desbarats, Un estiu a Mallorca)
- Oscar Wilde (La importància de ser Frank, Salomé, Un marit ideal)
- Tennessee Williams (A Streetcar Named Desire, La gata sobre la teulada de zinc calenta, The Night of the Iguana, Suddenly Last Summer, Orpheus Descending)
- William Butler Yeats (Four Plays for Dancers, La comtessa Kathleen, Deirdre)

## Característiques d'una obra dramàtica
Les obres dramàtiques representen un conflicte humà, a partir de l'enfrontament de dues forces contraposades. Aquest conflicte ha de resoldre's a partir d'accions que el, o els, protagonista de l'obra duu a terme. Una vegada que el conflicte se soluciona, l'obra finalitza. A diferència dels textos narratius, les obres dramatúrgiques manifesten la seva riquesa a partir dels diàlegs i no necessiten a un narrador. En aquestes obres teatrals, la història es desenvolupa a partir de l'enllaç entre els diferents diàlegs.
Per a què una obra pugui classificar-se dins del gènere de la dramatúrgia ha de comptar amb una determinada estructura, en la qual es defineixen tres parts:
Exhibició del conflicte
Es presenten els personatges, l'escenari i la trama principal que serà el fil conductor de l'obra. El conflicte és l'eix fonamental d'una obra dramàtica, sense aquest no pot haver-hi drama. La presentació d'aquest varia segons l'obra, depenent de la visió del dramaturg pot realitzar-se:
- A partir d'un personatge, com si el problema fos una entitat dintre l'obra
- Des d'un punt de vista que escapi de les voluntats dels personatges de l'obra

Desenvolupament de l'acció
A mesura que avança l'obra, el conflicte adquireix més força i posa a prova els principis o les facultats dels personatges. També dota a l'obra del seu caràcter artístic. El pensament dramàtic, com a tal, sorgeix d'aquesta contraposició d'una realitat amb les idees dels personatges i la voluntat que aquests posin per a superar els obstacles de la realitat.
Desenllaç de l'acció
Quan el protagonista aconsegueix superar l'obstacle i ja no existeix el conflicte inicial, es dona per finalitzada l'obra. En alguns casos, qui desapareix no és el conflicte en si mateix sinó el protagonista de l'obra.

## Vinculació amb altres arts
Encara que està fortament vinculada al teatre, la dramatúrgia també està present en el cinema i en la televisió. Això vol dir que un dramaturg pot ser autor de guions cinematogràfics i de llibrets de telenovel·la, per exemple.
El terme dramatúrgia també s'aplica a les tasques dels directors, creatius i altres tècnics teatrals. Per tant, es parla de la dramatúrgia del director, de l'il·luminador, de l'attrezzista o de l'escenògraf fent referència a la seva lectura particular del text dramàtic i la seva aplicació a l'escenari.

## Dramatúrgia a Espanya
A Espanya, una sèrie d'estudiosos i filòlegs com Durán, Amador de Ríos o el propi Menéndez Pelayo van plantejar la necessitat de crear un projecte d'un Teatre Nacional capaç de desenvolupar un pont entre el els autors amateurs i el teatre burgés del seu temps. Més tard, ja entrat el S. XX, intel·lectuals i artistes com Rivas, Machado o Casona aborden la reflexió sobre com preservar la continuïtat d'aquest empeny de construcció històrica i cultural al marge de la seva impronta nacional-burgesa. Aquesta iniciativa és violentament avortada per la guerra civil.
Posteriorment, les condicions socials i polítiques del franquisme fan impossible qualsevol intent en aquest sentit. Així, per exemple, la prohibició i desatenció per raons ideològiques de l'obra de Valle-Inclán resulta, com diria ell mateix, paorosament significativa. Arriba la democràcia i amb ella un notable impuls en la vida escènica: es crea la Companyia Nacional de Teatre Clàssic, el Centre Dramàtic Nacional i es duu a terme una ambiciosa modernització d'infraestructures i equipaments, tot això mentre es va diluint la censura. Tot i així, per evitar un delicat debat sobre escenes i identitats es deixa passar, una vegada més, l'oportunitat de realitzar un projecte cultural de gran envergadura sobre la literatura dramàtica espanyola.
Aquest seguit d'omissions han comportant múltiples carències i difusions en l'escena espanyola, com l'escassetat d'estrenes del repertori espanyol en l'últim quart del S.XX. Com a conseqüència de tot això, ha faltat en l'escenari espanyol un decidit projecte institucional de protecció, impuls i desenvolupament d'aquest patrimoni.